# Lars-Göran Halvarsson
Rolf Lars-Göran Halvarsson (ur. 23 kwietnia 1961 w Särna) – szwedzki narciarz alpejski. Zajął 8. miejsce w slalomie igrzyskach w Sarajewie w 1984 r. Nie startował na mistrzostwach świata. Najlepsze wyniki w Pucharze Świata osiągnął w sezonie 1983/1984, kiedy to zajął 36. miejsce w klasyfikacji generalnej.

## Sukcesy

### Puchar Świata

#### Miejsca w klasyfikacji generalnej
- 1979/1980 – 78.
- 1980/1981 – 73.
- 1981/1982 – 71.
- 1982/1983 – 44.
- 1983/1984 – 36.
- 1984/1985 – 64.
- 1985/1986 – 66.
- 1987/1988 – 42.
- 1988/1989 – 96.

#### Miejsca na podium
1. Vail – 6 marca 1984 (slalom) – 3. miejsce
2. Åre – 18 marca 1984 (slalom) – 3. miejsce